# Fuente de los Afligidos

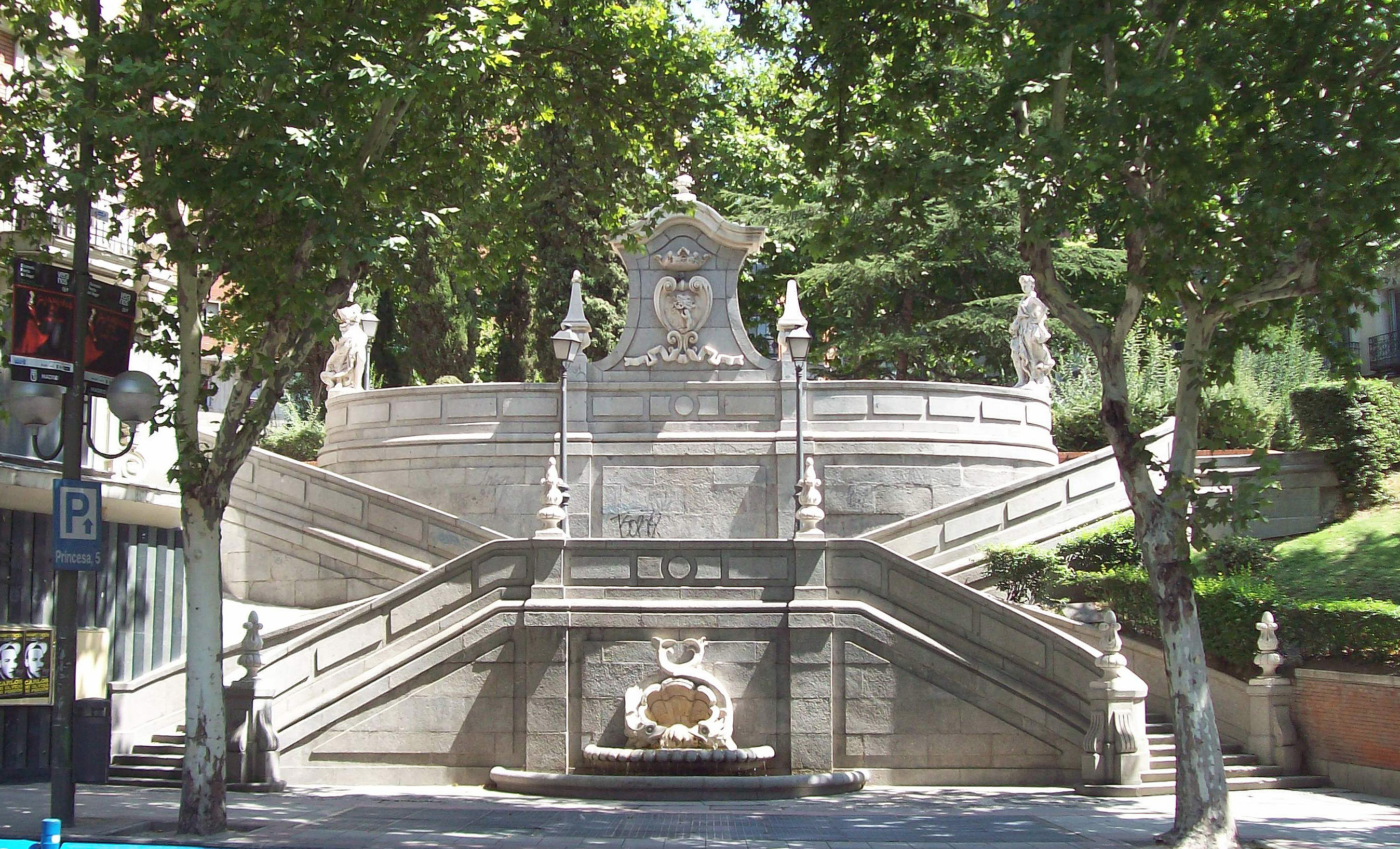
Monumento a Jaume Ferran en Madrid, en el espacio que históricamente ocupó desde el siglo xvii la fuente de los Afligidos.

La Fuente de los Afligidos, también conocida como fuente de Cristino Martos, es una fuente de la ciudad de Madrid situada entre la calle de la Princesa y la plaza de Cristino Martos. La fuente original, también llamada fuente de San Joaquín, fue sustituida en 1952 por la que desde entonces forma parte del conjunto monumental dedicado al médico y bacteriólogo español Jaume Ferran i Clua.
La fuente primitiva, documentada ya en el plano de Texeira de 1656, se surtía con el caudal aportado por el viaje de la Fuente Castellana, conectado con el de la Alcubilla y el de Contreras.

## Historia

### La fuente de San Joaquín
La primitiva y ya desaparecida fuente se menciona en la carta de Texeira como «una arca de agua», e interpretando los estudios de Isabel Gea en su Guía del plano de Texeira, Emilio Guerra Chavarino, en la monografía sobre Los viajes de agua y las fuentes de Madrid, deduce que se trata de la representada junto al camino de San Bernardino junto a una cruz de Calvario en la lámina 2 (A2), por debajo del convento de «S. Joachin del Orden de los Promostatençes», fundado en 1636. Precisamente la proximidad del cenobio, situado en lo que al comienzo del siglo xxi es la plaza de Cristino Martos, determinó su primer nombre al ser conocido también como convento de los Afligidos por venerarse en él la virgen de es nombre. Hay que anotar también que antes de 1895 la plaza de Cristino Martos se llamaba plazuela de los Afligidos, y que el paseo de San Bernardino precedió a la vía que se urbanizaría como calle de la Princesa.

### La fuente de los Afligidos o del duque de Sesto

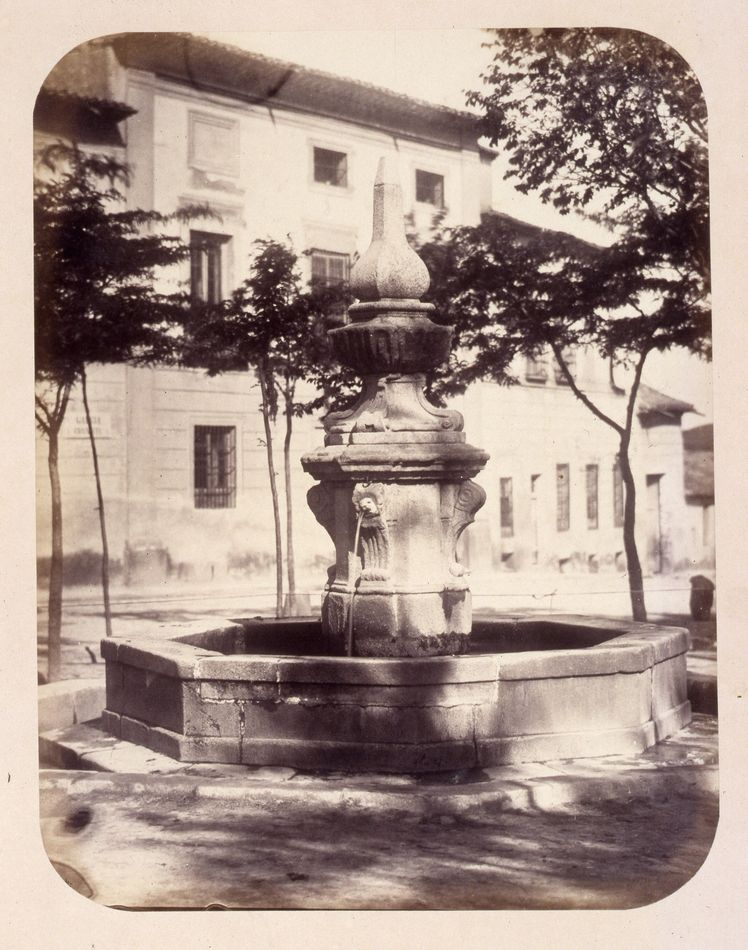
La desaparecida fuente vecinal en la Plazuela de los Afligidos, fotografiada por Alfonso Begué en 1864.

La primitiva «arca de agua» o fuente de San Joaquín fue sustituida por otra de más porte y servicio, con una asignación de once aguadores y 7 RA, según el Diccionario de Madoz (1850). La nueva fuente fue promovida por la alcaldía del duque de Sesto y marqués de Alcañices dentro del proceso de urbanización del nuevo barrio creado en torno al palacio de Liria, en la antigua finca señorial de la Moncloa (Real Sitio de la Moncloa y antes Real Sitio de la Florida).

### La fuente de Princesa
Dentro del llamado plan Bidagor de 1944, para la recuperación de Madrid tras la Guerra Civil, y en concreto del ensanche del barrio de Argüelles, se proyectó un nuevo acceso entre la plazuela de los Afligidos y la calle de la Princesa. El conjunto monumental de doble escalinata, grupos escultóricos y fuente fue diseñado por dos de los arquitectos del mencionado plan, Manuel Herrero Palacios y Luis Pérez-Minguez, con la inestimable ayuda del escultor Federico Coullaut-Valera, autor de las dos vestales, los pináculos y florones y los delfines de la fuente.

## Descripción
Tomando como ‘modelo’ la Escalera Dorada de la Catedral de Burgos, el monumento, en su vista desde la calle de la Princesa, muestra tres niveles de orientación barroca. Los elementos decorativos (fuente y jarrones) están labrados en piedra blanca de Colmenar, pero las esculturas se hicieron con piedra rosa de Sepúlveda; la base arquitectónica del conjunto es de granito.
La fuente, pegada al muro inferior de la escalinata entre dos pilastras, muestra una nornacina con dos delfines unidos por la cola, que de algún modo recuerdan los de la fuente de los Delfines de la calle Hortaleza. Entre los acuáticos mamíferos, de cuyas cabezas brota el agua, hay una tridacna (concha) de cuyo centro en forma de perla brota el surtidor de agua.